# Nicht meine Schuld: Mexiko
Nicht meine Schuld: Mexiko (Originaltitel: No fue mi culpa: México) ist eine mexikanische Drama-Serie, die von BTF Media und Star Original Productions für die Walt Disney Company umgesetzt wurde. Die Serie ist Teil der dreiteiligen Anthologie-Reihe Nicht meine Schuld, die sich mit den Themen Gewalt gegen Frauen und Femizid auseinandersetzt und zwei weitere Serien umfasst, von denen jeweils eine aus Kolumbien und eine aus Brasilien stammt. In Mexiko fand die Premiere der Serie als Original am 17. September 2021 auf Star+ statt. Im deutschsprachigen Raum erfolgte die Erstveröffentlichung der Serie am 23. März 2022  durch Disney+ via Star als Original.

## Handlung
Die Anthologie-Reihe Nicht meine Schuld setzt sich mit den Themen Gewalt gegen Frauen und Femizid auseinander. Neben folgenübergreifenden Handlungen wird in jeder einzelnen Folge ebenfalls eine eigenständige Geschichte erzählt, die sich mit diesen beiden umfangreichen Thematiken beschäftigt. Diese Geschichten beruhen auf wahren Erlebnissen, die Frauen verschiedenen Alters, unterschiedlicher Herkunft und aus unterschiedlichen sozialen Schichten widerfahren sind und mit denen Frauen noch immer konfrontiert werden.
Das eigentlich ruhige und beschauliche Leben der Krankenschwester Mariana nimmt eine tragische Wendung, als ihre 21-jährige kleine Schwester Liliana spurlos verschwindet, um welche sie sich gekümmert hat, nachdem ihre Eltern gestorben waren. Nach einiger Zeit wird die Leiche von Liliana gefunden, und Mariana begibt sich auf eine unermüdliche Suche, um herauszufinden, wer Liliana umbrachte und was ihr in den Jahren, als sie vermisst wurde, widerfuhr. Auf ihrer Suche nach der Wahrheit entdeckt Mariana, dass Liliana nur eine weitere Ziffer in einer entsetzenerregenden Statistik eines Landes ist, das nicht in der Lage ist, die brutale Gewalt gegen Frauen einzudämmen. Ihr Schmerz bestärkt Mariana darin, anderen Frauen zu helfen, um so das Leben zu würdigen, das Liliana genommen wurde. Mit der Zeit lernt Mariana immer mehr Menschen kennen, die Schreckliches durchlebt haben und mit Gefühlen wie Wut, Trauer, Scham und Angst zu ringen haben. Sie und andere machen es sich zum Ziel, für Gerechtigkeit zu kämpfen und Aufklärung zu betreiben.

## Besetzung und Synchronisation
Die deutschsprachige Synchronisation entstand nach den Dialogbüchern von Yannick Forstenhäusler und Ricarda Holztrattner sowie unter der Dialogregie von Beate Pfeiffer durch die Synchronfirma Iyuno-SDI Group Germany in München.
| Rolle                         | Schauspieler       | Synchronsprecher |
| ----------------------------- | ------------------ | ---------------- |
| Mariana Zúñiga Lara           | Paulina Gaitán     | Regina Beckhaus  |
| Rosa Sánchez Tetla            | Paloma Alvamar     | Anna Ewelina     |
| Ingrid                        | Regina Alcalá      | Lara Wurmer      |
| Daniela „Dani“ Mendoza García | Leidi Gutiérrez    | Felicitas Bauer  |
| Cecilia „Ceci“                | Esmeralda Pimentel | Jo Kern          |
| Rosaura Peña                  | Andrea Chaparro    | Melanie Olbert   |
| Sofía Prado                   | Luz María Zetina   | Andrea Wick      |
| Andrea Gálvez                 | Yatzini Aparicio   | Marcia von Rebay |
| Flor                          | Pia Watson         | Anke Kortemeier  |
| Liliana „Lili“ Zúñiga Lara    | Giovanna Utrilla   | Laura Maire      |

| Rolle                | Schauspieler      | Folge(n)         | Synchronsprecher        |
| -------------------- | ----------------- | ---------------- | ----------------------- |
| Pedro                | Damián Alcázar    | 1–10             | Gudo Hoegel             |
| Erick                | Gonzalo Vega Jr.  | 1–10             | Benjamin Krause         |
| Santos               | Raúl Méndez       | 1–10             | Claus-Peter Damitz      |
| Beatriz García Pérez | Vicky Araico      | 1–2, 4–5, 7 & 10 | Caroline Combrinck      |
| Isidro               | Edmundo Vargas    | 1–3, 5 & 9–10    | Sebastian Griegel       |
| Francisco „Fran“     | Roberto Quijano   | 1–3 & 9–10       | Stefan Günther          |
| Manolo               | Gonzalo Guzmán    | 1–2 & 10         | Martin Bonvicini        |
| Leonor „Leo“         | Nuria Vega        | 1–2 & 10         | Katharina Friedl        |
| Iván                 | Alphonso Escobedo | 1, 4 & 10        | Manuel Scheuernstuhl    |
| Sergio Ortiz         | Sebastián Buitrón | 4–5 & 10         | Tobias John von Freyend |

| Rolle                 | Schauspieler              | Folge(n) | Synchronsprecher        |
| --------------------- | ------------------------- | -------- | ----------------------- |
| Ernesto Cardeli       | Miguel Salas              | 1 & 10   | Felix Auer              |
| Alfredo               | Rodrigo Cuevas            | 1        | Julian Manuel           |
| Adela                 | Rebeca Manríquez          | 2        | Ilona Grandke           |
| Óscar Ayala           | Luis Maya                 | 2        | Niko Macoulis           |
| Jésika Ayala          | Sofía Flores              | 2        | Melanie Olbert          |
| Bryan Ayala           | Leonardo Flores           | 2        | Helena Weckmann-Pokorny |
| Glady Tetla Linares   | Clementina Guadarrama     | 2        | Simone Brahmann         |
| Álvarez               | Alan Guillen              | 2        | Julian Manuel           |
| Javier                | Paco Luna                 | 3        | Max Schira              |
| Julián                | Alí Monterrubio           | 3        | Leonard Rosemann        |
| Toñito                | Iker Lara                 | 3        | Laurin Lechenmayr       |
| Guadalupe             | Marcia Coutiño            | 3        | Tatjana Pokorny         |
| Vicente               | Marco de la O             | 3        | Thomas Wenke            |
| Großmutter von Ingrid | Teresa Rábago             | 3        | Dagmar Dempe            |
| Onkel Alfredo         | Antonio Zuñiga            | 3        | Gerhard Jilka           |
| Matilde               | Milleth Gómez             | 3        | Alisa Palmer            |
| Roberto Mendoza       | Javier H                  | 4 & 10   | Patrick Schröder        |
| Micaela               | Jaqueline Briceño         | 4 & 10   | Michèle Tichawsky       |
| Gina „Gi“             | Sofía Marcel              | 4        | Zina Laus               |
| Alejandro             | David Caro Levy           | 5        | Tobias Kern             |
| Luis                  | Alfredo Gatica            | 5        | Martin Bonvicini        |
| Paulina „Pau“         | Úrsula Pruneda            | 5        | Sonja Reichelt          |
| Inés                  | Paola Arrioja             | 5        | Angela Wiederhut        |
| Polizist              | Andrés De León            | 5        | Arne Hörmann            |
| Gloria Parra          | Lisa Owen                 | 6        | Carin C. Tietze         |
| Carlota Peña Martínez | Gizeht Galatea            | 6        | Melanie Manstein        |
| Adán                  | Alejandro de la Madrid    | 6        | Arne Hörmann            |
| Adán (jung)           | Emiliano Chincoya         | 6        | Mio Lechenmayr          |
| Migue                 | Manuel Castillo           | 6        | Mio Lechenmayr          |
| Salvador              | Rodrigo Murray            | 7        | Jakob Riedl             |
| Cristóbal             | Sergio Rogalto            | 7        | Benedikt Gutjan         |
| Manuel Iturbide       | Alejandro de Hoyos Parera | 7        | Mio Lechenmayr          |
| Freundin von Eric     | Lucía Vilmo               | 7        | Bettina Zech            |

| Rolle               | Schauspieler | Folge(n) | Synchronsprecher       |
| ------------------- | ------------ | -------- | ---------------------- |
| Luciana             |              | 3        | Livia Reiter           |
| Adri                |              | 3        | Zina Laus              |
| Florina             |              | 3        | Angela Wiederhut       |
| Fernanda „Fer“      |              | 3        | Carla Reiter           |
| Ruiz                |              | 6        | Ulla Wagener           |
| Vater von Adán      |              | 6        | Pascal Breuer          |
| Teresa              |              | 6        | Kerstin Julia Dietrich |
| Camila              |              | 6        | Bettina Zech           |
| Schulleiterin       |              | 6        | Sonja Reichelt         |
| Lehrerin            |              | 6        | Kathrin Simon          |
| Adriana             |              | 7        | Anke Kortemeier        |
| Mónica              |              | 7        | Angelina Markiefka     |
| Anwältin von Sofía  |              | 7        | Kathrin Simon          |
| Anwalt von Salvador |              | 7        | Andreas Borcherding    |
| Anel                |              | 7        | Sonja Reichelt         |
| Susy                |              | 7        | Anke Kortemeier        |
| Therapeutin         |              | 7        | Kerstin Julia Dietrich |
| Jesi                |              | 7        | Tatjana Pokorny        |

## Episodenliste
| Nr. | Deutscher Titel | Originaltitel | Erstveröffentlichung (Mexiko) | Deutschsprachige Erstveröffentlichung (D/A/CH) |
| --- | --------------- | ------------- | ----------------------------- | ---------------------------------------------- |
| 1 | Mariana         | Mariana       | 17. Sep. 2021                 | 23. März 2022                                  |
| Mariana ist Krankenschwester und sorgt seit dem Tod ihrer beiden Eltern für ihre jüngere Schwester, Liliana. Doch ihr ruhiges, beschauliches Leben wird von einer Tragödie heimgesucht, als Liliana eines Tages spurlos verschwindet. Verzweifelt auf der Suche nach der Wahrheit begibt Mariana sich auf eine Reise, die ihr Leben verändern wird.                                                                   |                 |               |                               |                                                |
| 2 | Rosa            | Rosa          | 17. Sep. 2021                 | 23. März 2022                                  |
| Nach einem unerwarteten Wiedersehen mit ihrem Patensohn hat Adela, eine einfache, hart arbeitende Frau, den Verdacht, dass Rosa, der Mutter von Jésika und Bryan, etwas zugestoßen ist. Da sie vermutet, dass ihr Patensohn sie umgebracht haben könnte, zeigt Adela ihn an. |                 |               |                               |                                                |
| 3 | Ingrid          | Ingrid        | 17. Sep. 2021                 | 23. März 2022                                  |
| Die Familie ist alles, was wir haben, und wir glauben, dass sie immer für uns da sein wird. Doch nachdem sie von ihren Cousins missbraucht wurde, findet Ingrid heraus, dass sie nicht auf die Unterstützung ihrer Familie zählen kann, welche die ganze Sache lieber unter den Teppich kehren will. |                 |               |                               |                                                |
| 4 | Daniela         | Daniela       | 17. Sep. 2021                 | 23. März 2022                                  |
| Eine verliebte Frau kennt keine Angst. Mit ihrem unbeugsamen und jugendlichen Geist ist Daniela blind für die Gefahren um sie herum, während ihre fürsorgliche Mutter Beatriz versucht, sie zu beschützen. Daniela trifft eine Entscheidung in Bezug auf Lili – ohne dabei zu ahnen, welche Konsequenzen das nach sich ziehen wird.                                                                                   |                 |               |                               |                                                |
| 5 | Cecilia         | Cecilia       | 17. Sep. 2021                 | 23. März 2022                                  |
| Cecilia lebt nun in Mexiko-Stadt. Doch ein Schatten ihrer Vergangenheit aus Monterrey verfolgt sie stetig. Es handelt sich um einen Mann, welcher von wahnhafter Liebe angetrieben, sie nicht loslassen kann und in eine krankhafte Obsession verfallen ist. Eine neugierige Nachbarin mit einer ungesunden Fixierung auf Äußerlichkeiten beobachtet das Ganze, ohne zu begreifen, in welcher Gefahr Cecilia schwebt. |                 |               |                               |                                                |
| 6 | Rosaura         | Rosaura       | 17. Sep. 2021                 | 23. März 2022                                  |
| Gloria musste ihren Sohn Adán alleine großziehen, nachdem der Vater die beiden verlassen hat. Nach einer einsamen und verbitterten Kindheit wächst Adán schließlich zu einem gewalttätigen und verkommenen Mann heran, der Frauen nachstellt. Nachdem sie Adán zum Opfer fiel, bleibt bei Rosaura, einer jungen Studentin, das schmerzhafte Trauma des Erlebten zurück.                                               |                 |               |                               |                                                |
| 7 | Sofia           | Sofía         | 17. Sep. 2021                 | 23. März 2022                                  |
| Das Gesicht von Sofía ziert die Titelblätter im ganzen Land, doch hinter der Fassade ihres scheinbar perfekten Lebens kämpft sie damit, eine toxische Beziehung zu beenden. Als Missbrauchsopfer ringt Sofía um den Mut, aus ihrem vertrauten Leben auszubrechen. |                 |               |                               |                                                |
| 8 | Andrea          | Andrea        | 17. Sep. 2021                 | 23. März 2022                                  |
| Nach dem vermeintlichen Selbstmord von Andrea an einem Uni-Campus beschließt Julia, sich die Sache näher anzusehen. Dabei stößt sie auf eine Geschichte voller Gewalt, die sie dazu bewegt, die Wahrheit ans Licht zu bringen, um Gerechtigkeit für Andrea zu erlangen. |                 |               |                               |                                                |
| 9 | Flor            | Flor          | 17. Sep. 2021                 | 23. März 2022                                  |
| Aus Verzweiflung hinterlässt Flor heimliche Nachrichten in den Hausarbeiten ihres Sohnes, in der Hoffnung, dass seine Lehrerin, Marta, ihr dabei hilft, ihrem gewalttätigen Ehemann zu entfliehen, der sie misshandelt und einsperrt. |                 |               |                               |                                                |
| 10 | Liliana         | Liliana       | 17. Sep. 2021                 | 23. März 2022                                  |
| Liliana wird an dem Abend, an dem sie Mariana und Eric von ihrer Schwangerschaft erzählen wollte, entführt und in ein Bordell gebracht. Dort hängt ihr Überleben davon ab, dass sie den Drogendealer „El Rafa“ lange genug bei Laune hält, um ihre Flucht planen zu können. |                 |               |                               |                                                |